# Guerre franco-anglaise de 1213-1214
Cet article concerne la guerre des barons contre le roi d'Angleterre Jean sans Terre. Pour la guerre des barons contre le roi d'Angleterre Henri III, voir Seconde Guerre des barons.
Pour les articles homonymes, voir Guerre franco-anglaise.
Batailles
- Damme (navale)
- Damme (terrestre)
- La Roche-aux-Moines
- Bouvines

La guerre anglo-française de 1213-1214 est une guerre entre le royaume de France et le royaume d'Angleterre. Elle s'est principalement déroulée en Normandie, où Jean sans Terre, roi d'Angleterre a combattu Philippe Auguste. Lors de la bataille de Bouvines, Philippe a battu l'Angleterre et ses alliés, ce qui marque la fin de la guerre.
La Normandie, qui avait été une terre de conflit entre Richard Cœur de Lion et Philippe Auguste, est devenue un des points chauds des guerres que le roi d'Angleterre en tant que duc de Normandie devait mener pour défendre son territoire proche de Paris. Lorsque Jean sans Terre monte sur le trône, il doit combattre pour étendre son empire. Lors de l'invasion française de la Normandie, se terminant par la bataille du siège de Château-Gaillard en 1203-1204 ; l'armée anglo-normande se retire dans le château, en gardant ses positions. Mais finalement Philippe ordonne à ses hommes de prendre le château, ce qui fut fait en passant par les goulottes des toilettes. Jean sans Terre perd ainsi beaucoup de territoire.
En 1214, le pape Innocent III rassemble une alliance d'états contre la France, les alliés se sont réunis près de Bouvines. La bataille de Bouvines voit Philippe Auguste gagner avec une armée pourtant plus faible. La victoire de la France se poursuit avec la conquête de la Flandre. Jean sans Terre cesse alors toute tentative pour reconquérir les territoires perdus.
Ce conflit n'est qu'un épisode dans les longs conflits entre la France et l'Angleterre sur les possessions de la monarchie anglaise en France qui a commencé avec Henri II d'Angleterre et son adhésion au trône d'Angleterre en 1154 et son conflit avec Louis VII le Jeune, et a pris fin avec la victoire décisive de Louis IX sur Henri III d'Angleterre à la bataille de Taillebourg de 1242.

## Conséquences
Après les guerres en France, le roi d'Angleterre est devenu de plus en plus impopulaire en l'Angleterre ce qui a provoqué une guerre civile la première Guerre des barons; les seigneurs ont été aidés par le royaume d'Écosse et la France. Le 14 juin 1216, Louis VIII le Lion a capturé Winchester et contrôle bientôt plus de la moitié du royaume anglais. Mais juste au moment où il semblait que l'Angleterre était la sienne, la mort du roi Jean en octobre 1216 a provoqué un grand nombre des barons rebelles à déserter Louis en faveur de Henri III, âgé de neuf ans, fils de Jean.
Guillaume le Maréchal agissant comme régent, a appelé les Anglais « à défendre notre terre » contre les Français ; ce qui a conduit à un renversement de fortune sur le champ de bataille. Après que son armée ait été battu à Lincoln le 20 mai 1217, et ses forces navales (dirigées par Eustache le moine) défaites au large de la côte de Sandwich le 24 août 1217, Louis a été contraint de conclure la paix.
Une des principales dispositions du traité de Lambeth a été une amnistie pour les rebelles anglais, promesse de Louis de ne plus attaquer l'Angleterre, et en échange de 10 000 marks qu'il ne clamerait plus jamais le titre de roi légitime d'Angleterre.